# Ken Noritake
Ken Noritake (japonsko 則武 謙), japonski nogometaš, * 18. julij 1922, † 6. marec 1994.
Za japonsko reprezentanco je odigral eno uradno tekmo.